# Petaling Jaya
Petaling Jaya – miasto w Malezji (Selangor), w południowo-zachodniej części Półwyspu Malajskiego, w zespole miejskim Kuala Lumpur; 536 tys. mieszkańców (2005); przemysł spożywczy, drzewny, papierniczy, chemiczny, materiałów budowlanych, ośrodek kulturalno-edukacyjny; studio filmowe.